# Stadion Centralny w Połądze
Stadion Centralny – wielofunkcyjny stadion w Połądze, na Litwie. Obiekt może pomieścić 2000 widzów. Swoje spotkania na stadionie rozgrywają piłkarze klubu FK Palanga.